# Аржелье
Аржелье́ (фр. Argeliers) — коммуна во Франции, находится в регионе Лангедок — Руссильон. Департамент коммуны — Од. Входит в состав кантона Жинеста. Округ коммуны — Нарбонна.
Код INSEE коммуны — 11012.

## Население
Население коммуны на 2008 год составляло 1566 человек.
| 1962 | 1968 | 1975 | 1982 | 1990 | 1999 | 2008 |
| ---- | ---- | ---- | ---- | ---- | ---- | ---- |
| 1107 | 1133 | 1118 | 1218 | 1233 | 1237 | 1566 |

## Экономика
В 2007 году среди 929 человек в трудоспособном возрасте (15—64 лет) 596 были экономически активными, 333 — неактивными (показатель активности — 64,2 %, в 1999 году было 62,0 %). Из 596 активных работали 501 человек (272 мужчины и 229 женщин), безработных было 95 (43 мужчины и 52 женщины). Среди 333 неактивных 61 человек был учеником или студентом, 146 — пенсионерами, 126 были неактивными по другим причинам.